# اوله سوبخ
اوله سوبخ (اوکراینی: Собех Олег Михайлович؛ زادهٔ ۶ ژوئن ۱۹۷۶) بازیکن فوتبال اهل اوکراین است.